# Добрнич
Добрнич (словен. Dobrnič) — поселення в общині Требнє, регіон Південно-Східна Словенія, Словенія.